# ChemChina
ChemChina est un conglomérat de chimie chinois, dirigé par le PDG Ren Jianxi, membre du Parti communiste chinois. ChemChina est présent dans différents domaines liés à la chimie, notamment les pneus automobiles, le raffinage de produits pétroliers, ou les produits fertilisants.

## Histoire
En janvier 2006, ChemChina acquiert Adisseo, une filiale de Rhône-Poulenc spécialisée dans les additifs pour la nutrition animale, pour 400 millions de dollars, ainsi que la branche silicone de Rhodia. En avril 2006, ChemChina acquiert Qenos, producteur australien d'éthylène.
En décembre 2010, ChemChina acquiert 60 % de Makhteshim Agan Industries, une entreprise israélienne productrice de pesticides, pour 2,4 milliards de dollars.
En mars 2015, ChemChina, qui contrôle également Aeolus Tyres, achète Pirelli pour 7,1 milliards d'euros. Cette opération est réalisée par l'acquisition de la participation 26,2 % de la holding Camfin (détenue par Rosneft, Nuove Partecipazioni, UniCredit et Intesa Sanpaolo) dans Pirelli, puis par une OPA sur le reste du capital de Pirelli, le tout via une société (Bidco) qui regroupe ChemChina et Camfin. L'activité de pneumatique pour usage industriel de Pirelli est transférée via cette acquisition dans Aeolus Tyres,,,.
En novembre 2015, Syngenta refuse une offre d'acquisition de 42 milliards de dollars de la part ChemChina. Ce dernier augmente sa proposition à 44 milliards de dollars, le mois suivant. En mai 2017, l'acquisition de Syngenta est un succès, Chemchina possède 82 % du groupe.
En janvier 2016, ChemChina annonce l'acquisition du fabricant de machines Krauss-Maffei, aidé par les fonds Guoxin International Investment et AGIC Capital, pour 925 millions d'euros,. Le même mois, ChemChina a pris une participation de 12 % dans le suisse Mercuria Energy Group. En février 2016, ChemChina annonce l'acquisition de Syngenta, une entreprise suisse de produits de pesticides et de semences, pour 43 milliards de dollars, ce qui en fera la plus grosse acquisition d'une entreprise étrangère par une entreprise chinoise,.
En septembre 2016, ChemChina annonce la vente d'Adama à Sanonda, une autre entreprise chinoise pour 2,8 milliards de dollars. Plus tôt dans l'année, la participation de 40 % que ne détenait pas ChemChina dans Adama a été acquise pour 1,4 milliard de dollars.
En juin 2018, les autorités publiques chinoises annoncent la fusion entre ChemChina et Sinochem, créant un nouveau géant de la chimie au niveau mondial avec un chiffre d'affaires de 120 milliards de dollars.